# 오비랍토르
오비랍토르(Oviraptor)는 수각류 오비랍토르과에 속하는 백악기 후기에 살았던 잡식 공룡이다. 이 공룡의 화석은 몽골의 고비 사막에서 공룡의 둥지와 같이 발견되었다.

## 생김새
머리 윗부분에는 화식조와 구조적으로 유사한 커다란 볏이 있고, 입에는 이빨처럼 생긴 뼈가 있었다. 목과 다리는 긴 편이었고, 표본에서 꽁지깃을 지탱하는 미단골과 칼깃의 흔적이 있어, 이 공룡도 깃털이 있었음을 알 수 있다. 그리고 뒷다리는 타조처럼 길고 튼튼해 빠르게 뛸 수 있었다.

## 알 도둑에 대한 여부
오스본이 처음 발견했을 때 프로토케라톱스로 추정되는 둥지와 함께 발견되어 이 공룡의 부리는 알을 먹기 위한 용도로 추측했으며, 프로토케라톱스의 알을 훔쳐먹기 위해 온 것으로 생각했기 때문에 '각룡류를 사랑하는 알 도둑'이라는 뜻의 학명이 붙었다. 당시 모식표본의 두개골 손상이 심했기에 어미 프로토케라톱스에게 죽임을 당한 것으로 생각되었다. 그러나 이후 알을 품다 죽은 근연종 키티파티가 발견되어 이 알은 프로토케라톱스가 아니라 오비랍토르의 알이었으며, 둥지를 보호하다 죽은 것으로 학설이 수정되었다. 게다가 모식표본의 두개골 손상은 프로토케라톱스가 오비랍토르의 머리를 공격하기에는 오비랍토르의 키가 너무 컸다고 밝혀지며 단순한 화석 손상으로 밝혀졌다. 하지만 알을 아예 먹지 않은 것은 아니고, 한 표본에서 도마뱀 화석이 발견된 것으로 보아 작은 포유류, 파충류, 갑각류, 어류, 식물 등이 주식인 잡식공룡으로 보고 있다.

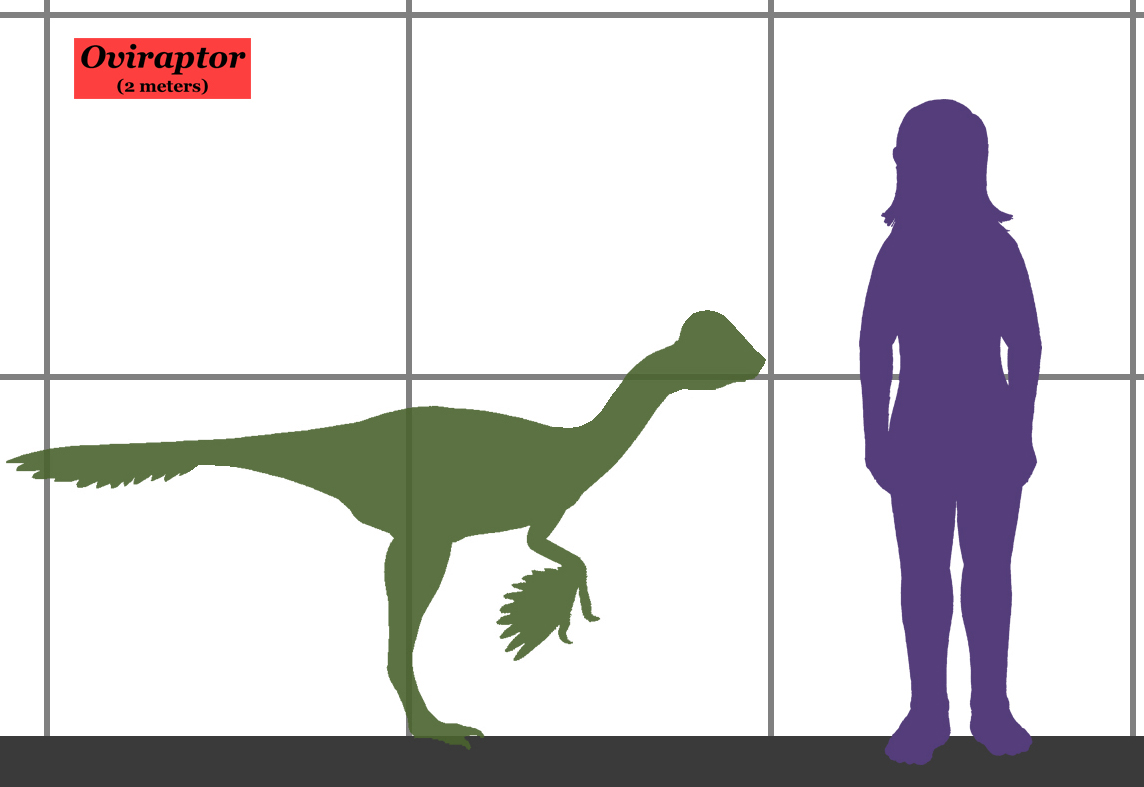
사람과 오비랍토르의 크기 비교
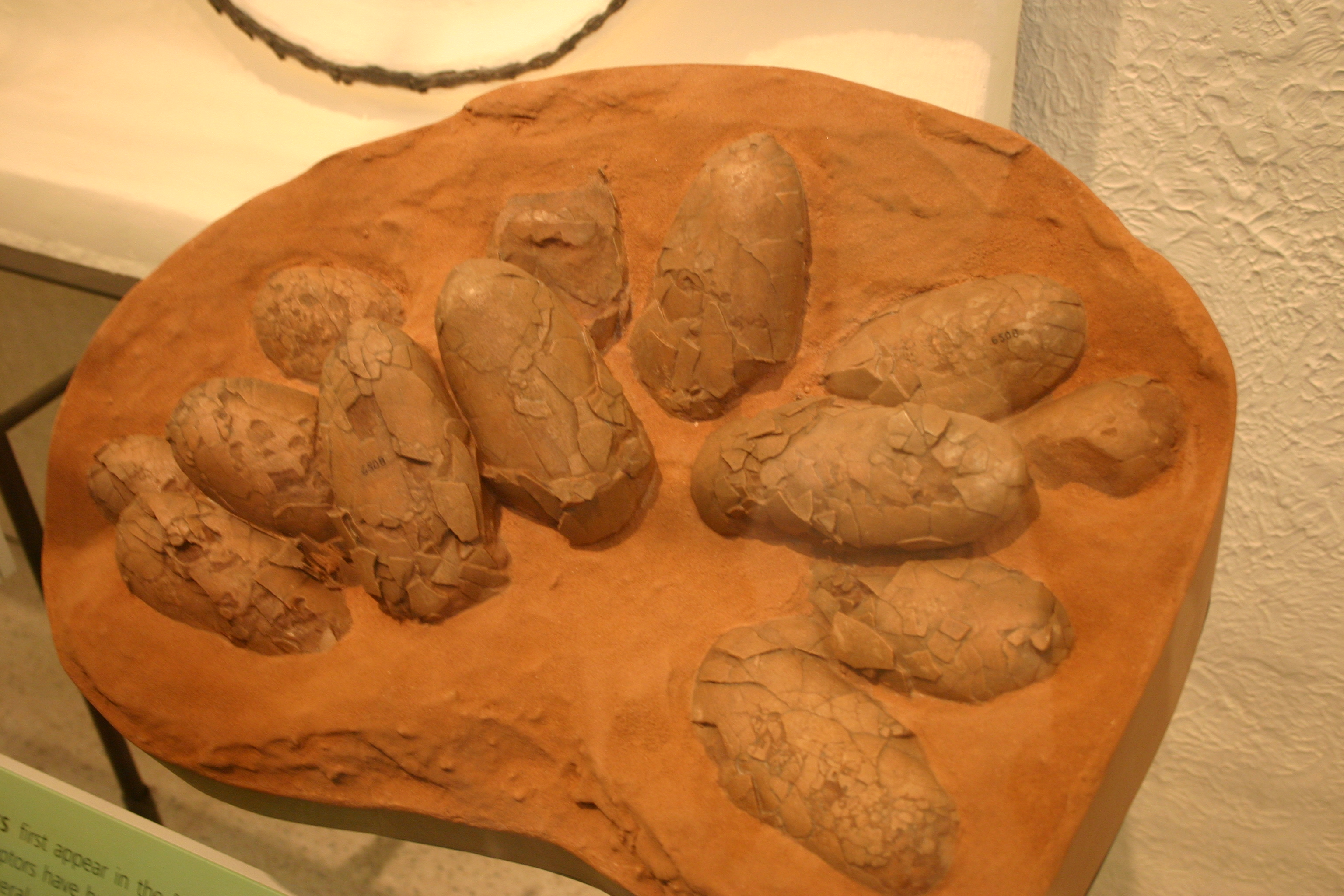
오비랍토르의 둥지와 알 화석